# 吳蔚驊
吳蔚驊（1991年3月15日—），為台灣棒球選手，守備位置為投手，曾效力於中華職棒中信兄弟。
吳蔚驊雖早有投身職棒的目標，但直到2016年才首次參與選秀，不過在測試會時卻宣稱因「記錯時間」鬧出遲到風波，後來才因職棒教練推薦而重獲選秀資格。選秀會上，吳蔚驊為義大犀牛以第六輪第22順位選中，但之後卻因合約談不攏而不加盟。
暫不進軍職棒的吳蔚驊在決定投身選秀時，也失去合庫的鐵飯碗，因此吳蔚驊轉投效台中運動家成棒隊繼續等待機會。2017年再度投身選秀，被中信兄弟以第十輪第33順位選進，是該次選秀會上的最後一指名。7月24日才以無簽約金，月薪八萬（升一軍再調薪）簽下，被認為是球隊的後援投手即戰力。

## 經歷
- 台北市萬華區東園國小少棒隊
- 台北市大理國中青少棒隊
- 台北市大理高中青棒隊
- 台北體院棒球隊（休學至合庫等當兵）
- 合作金庫棒球隊（2010年－2012年、2013年9月－2016年6月），參與爆米花夏季聯盟（2014年5月24日－8月）
- 國訓中心棒球隊（2012年10月－2013年8月）
- 台中運動家成棒隊（2016年8月－2017年5月）
- 中華職棒中信兄弟（2017年7月－2021年）

## 特殊記錄
2010年12月19日，於99年社會甲組棒球冬季城市巡迴賽當中先發主投對上台灣電力棒球隊，投7局僅被擊出3支安打，助合庫10比0、提前7局結束比賽拿下勝利，為業餘生涯首度先發完投完封勝。

## 職棒生涯成績
| 年度 | 球隊     | 背號 | 出賽             | 先發             | 勝投             | 敗投             | 中繼             | 救援             | 完投             | 完封             | 三振             | 四死             | 責失             | 投球局數         | 自責分率         | 被上壘率         |
| ---- | -------- | ---- | ---------------- | ---------------- | ---------------- | ---------------- | ---------------- | ---------------- | ---------------- | ---------------- | ---------------- | ---------------- | ---------------- | ---------------- | ---------------- | ---------------- |
| 2018 | 中信兄弟 | 21   | 2                | 0                | 0                | 0                | 0                | 0                | 0                | 0                | 0                | 3                | 1                | 0.0              | 無限大           | 無限大           |
| 2019 | 中信兄弟 | 21   | 未有一軍出賽紀錄 | 未有一軍出賽紀錄 | 未有一軍出賽紀錄 | 未有一軍出賽紀錄 | 未有一軍出賽紀錄 | 未有一軍出賽紀錄 | 未有一軍出賽紀錄 | 未有一軍出賽紀錄 | 未有一軍出賽紀錄 | 未有一軍出賽紀錄 | 未有一軍出賽紀錄 | 未有一軍出賽紀錄 | 未有一軍出賽紀錄 | 未有一軍出賽紀錄 |
| 2020 | 中信兄弟 | 22   | 未有一軍出賽紀錄 | 未有一軍出賽紀錄 | 未有一軍出賽紀錄 | 未有一軍出賽紀錄 | 未有一軍出賽紀錄 | 未有一軍出賽紀錄 | 未有一軍出賽紀錄 | 未有一軍出賽紀錄 | 未有一軍出賽紀錄 | 未有一軍出賽紀錄 | 未有一軍出賽紀錄 | 未有一軍出賽紀錄 | 未有一軍出賽紀錄 | 未有一軍出賽紀錄 |
| 2021 | 中信兄弟 | －   | －               | －               | －               | －               | －               | －               | －               | －               | －               | －               | －               | －               | －               | －               |
| 合計 | 1年      | －   | 2                | 0                | 0                | 0                | 0                | 0                | 0                | 0                | 0                | 3                | 1                | 0.0              | 無限大           | 無限大           |

## 外部連結
- 吳蔚驊在台灣棒球維基館上的頁面（繁體中文）
- 吳蔚驊在中華職棒官網 （中文）和Baseball-Reference （英文）上的頁面
- 吳蔚驊的Facebook專頁